# Gustav Heinemann

Gustav Walter Heinemann (n. 23 iulie 1899, Schwelm, Regatul Prusiei, Imperiul German – d. 7 iulie 1976, Essen, Germania) a fost un om politic german. Cariera sa politică a culminat cu îndeplinirea funcției de președinte al Republicii Federale Germania în perioada 1969–1974.

## Președintele Republicii Federale Germania

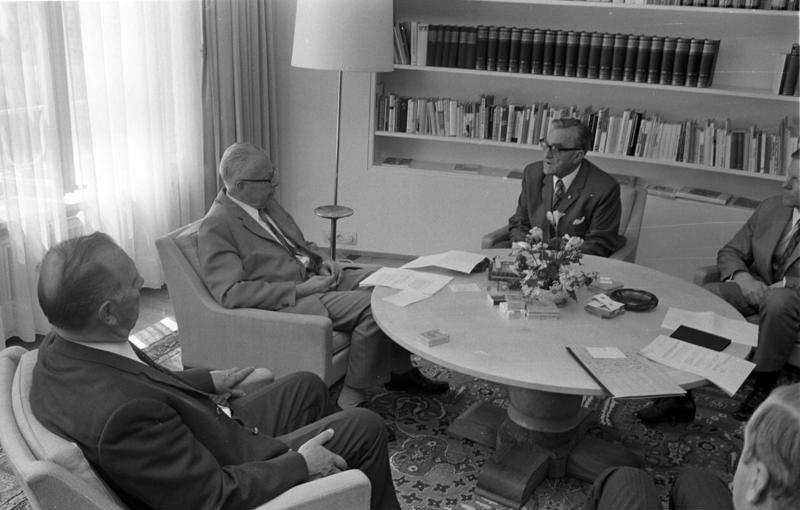
Gustav Heinemann se întâlneşte la Bonn cu Josef Komanschek (președintele șvabilor bănățeni) și Erhard Plesch (președintele sașilor transilvăneni)
12 mai 1971

A fost primar general al orașului Essen din 1946 până în 1949.
A îndeplinit mai multe funcții înalte în guverne ale Republicii Federale Germania: ministru federal de interne 1949–1950 (în cabinetul cancelarului Konrad Adenauer), ministru federal al justiției 1966–1969 (în cabinetul cancelarului Kurt Georg Kiesinger).
În martie 1969, Gustav Heinemann a fost ales Președinte al Republicii Federale Germania. Așa cum a fost ales cu ajutorul majorității delegaților Partidului Liber Democrat acronim (FDP), alegerea lui a fost în general înțeleasă ca un semn al reorientării FDP în ceea ce privește o viitoare coaliție cu Partidul Social Democrat acronim (SPD) (coaliția social-liberală, octombrie 1969 - octombrie 1982).
Într-un interviu, Heinemann a spus odată că vrea să fie „președintele cetățenilor”, nu „președintele statului”. El a stabilit tradiția de a invita cetățeni obișnuiți la recepțiile de Anul Nou ale președintelui și, în discursurile sale, ia încurajat pe germani să depășească tradiția de supunere față de autorități, să utilizeze pe deplin drepturile lor democratice și să apere statul de drept și Justiția socială. Această atitudine și receptivitatea față de protestele studenților din 1968 l-au făcut popular printre generația tânără. 
Întrebat dacă iubește statul german, el a răspuns că nu iubește statul, ci soția lui.

## Distincții
- Ordinul Bath